# Pierre Pellegrin
Pierre Pellegrin (1944) è un filosofo francese.
Ricercatore del CNRS, ha collaborato all'opera Généalogie de l'Europe, atlas de la civilisation occidentale sotto la direzione di Pierre Lamaison.

## Opere
- Con  Michel Crubellier, Aristote, le philosophe et les savoirs, Éditions du Seuil,  2002
- Le Vocabulaire d'Aristote, Éditions Ellipses, 2001
- La Classification des animaux chez Aristote, statut de la biologie et unité de l'aristotélisme, ed. Les Belles Lettres, 1982

## Traduzioni
- La Vie heureuse, Sénèque, Flammarion,  2005
- Con Jacques Brunschwig, Les philosophes hellénistiques, Flammarion,  2001
- Physique, Aristote, Flammarion,  2000
- Traités philosophiques et logiques, Claude Galien, Flammarion, 1998
- Esquisses pyrrhoniennes, Sextus Empiricus, Paris, Éditions du Seuil, 1997
- Les Politiques, Aristote, Flammarion, 1990
- La Politique, livre I, Aristote, ed. Nathan, 1990